# Adinotherium
 Adinotherium  is een geslacht van uitgestorven zoogdieren die leefden van het Vroeg- tot het Midden-Mioceen.

## Beschrijving
De voorpoten van deze dieren waren in verhouding tot de achterpoten betrekkelijk lang. Boven op de kop, precies tussen de ogen, prijkte een kleine hoorn, waarvan vermoed wordt dat die van belang was bij de balts.

## Vondsten
Resten van deze dieren werden gevonden in Argentinië.